# Белов, Алексей Гаврилович
Алексей Гаврилович Белов (1823—1867) — архитектор, академик Императорской Академии художеств.

## Биография
Родился в Нижнем Тагиле в семье вольноотпущенного, руководителя золотых промыслов на Демидовских тагильских заводах — Гаврилы Ивановича Белова. Как сын вольноотпущенного Алексей Белов получил прекрасное образование. Поступил в Императорскую Академию искусств (1837). Учился в Академии художеств с (1837—1850) в мастерской архитектора К. А. Тона. Получил медали Академии художеств: малая серебряная (1841), большая серебряная медаль (1843), малая золотая (1845) за «проект богадельни». Звание неклассного художника (1845) за написанную акварельную программу «Вид церкви Василия Блаженного в Москве с частью Кремля».
Получил от Академии художеств звание художника с правом на чин XIV класса (1853). Был признан «назначенным в академики» (1853). Избран в академики (1859).
В 1854 году, откликнувшись на просьбы тагильчан, вместе с нижнетагильским заводским архитектором А. 3. Комаровым и помощником директора Екатеринбургской гранильной фабрики академиком А. И. Лютиным разработал проект памятника мужу совладелицы тагильских заводов А. Н. Карамзину.
Работал архитектором Оренбургской удельной конторы строений (1855—1858). По проекту Белова был построен комплекс зданий Николаевского женского института. В 1857 году по проекту Белова в Нижней Салде был заложен старообрядческий храм Святителя Николая Чудотворца.
Скончался в 1867 году.